# Johann Friedrich von Diesbach-Steinbrugg

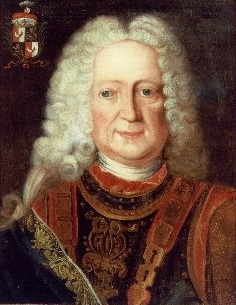
Johann Friedrich von Diesbach (1677–1751)

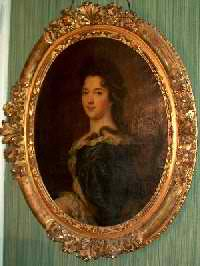
Ehefrau des Generals Viktoria de Faraone († 1770)

Graf Johann Friedrich von Diesbach-Steinbrugg (* 7. Mai 1677 in Freiburg in der Schweiz; † 22. August 1751 ebenda) war österreichischer Feldzeugmeister, Reichsgraf von Diesbach sowie 1. Fürst von St. Agatha.

## Herkunft
Er entstammt der Freiburger Familie von Diesbach. Seine Eltern waren Johann Friedrich von Diesbach (* 17. Juni 1654; † 1683) und Maria Elisabeth von Steinbrugg (* 14. Januar 1653).

## Leben
Nach seiner Ausbildung ging er 1695 in französische Kriegsdienste bei dem Schweizer-Garde-Regiment. Er kämpfte im spanischen Erbfolgekrieg in den Niederlanden, wo er sich wegen seiner Tapferkeit einen Namen machte. Er kämpfte im Regiment Pfyffer bei der Belagerung von Lille. Da er sich bei einer Beförderung übergangen sah, wechselte er 1710 als Brigadier und Oberst zunächst in Niederländische Dienste. Er warb das Regiment Diesbach, woraufhin der französische König in Freiburg protestierte. Freiburg prozessierte gegen Diesbach aber der Krieg war noch vor dem Prozess beendet.
Nach dem Krieg wechselte er 1714 als Generalmajor in österreichische Dienste. Während des Türkenkrieges von 1716 führte er die Vorhut der österreichischen Armee und zeichnete sich bei Peterwardein und den Belagerungen von Temeswar und Belgrad. Dafür wurde er vom Kaiser in den Reichsgrafenstand erhoben.
Nach dem Krieg kam er nach Italien in die Festung Milazzo, die er sechs Wochen lang erfolgreich gegen die Spanier verteidigte, bis Entsatz eintraf. In der Schlacht bei Francavilla wurde er verwundet, war aber schon bei der Belagerung von Messina wieder dabei. Er führte zwei Stürme auf die Stadt. Dafür erhielt er am 22. Mai 1722 von Karl VI. den erblichen Fürstentitel von St. Agatha, das Infanterie-Regiment Nr. 20 und die Stelle des Gouverneurs von Syrakus.
1734 führte er in der Schlacht bei Parma den rechten Flügel und wurde erneut schwer verletzt. Er konnte sich dieses Mal nicht von der Verletzung erholen und ging mit dem Charakter als Feldzeugmeister, Kriegs- und Staatsrat in Pension. Er kehrte nach Freiburg zurück. Dort wurde er Mitglied der Freiburg’schen Ratsversammlung und starb 1751 ohne Nachkommen.
Erbe des Fürstenprädikats sowie von 70.000 Talern, wurde sein Neffe Johann Joseph Georg von Diesbach, Herr zu Turney, († 28. November 1772) dieser bediente sich aber nie des fürstlichen Titels.
Er heiratete 1723 in Messina Viktoria de Faraone († 16. April 1770 in Freiburg) verwitwete Gräfin Spada. Die Ehe war kinderlos.